# 매각 오퍼레이션
매각 오퍼레이션(賣却 operation)이란 금융시장이 완만할 때에, 중앙은행이 갖고 있는 정부 증권(국채)을 매각하여 유휴 자금의 회수를 꾀하는 것이다. 공개시장 조작의 일면으로, 인플레이션의 위험이 있다고 정부가 판단한 경우에 한국은행이 매각 오퍼레이션을 시행한다.